# Lista statuilor după înălțime

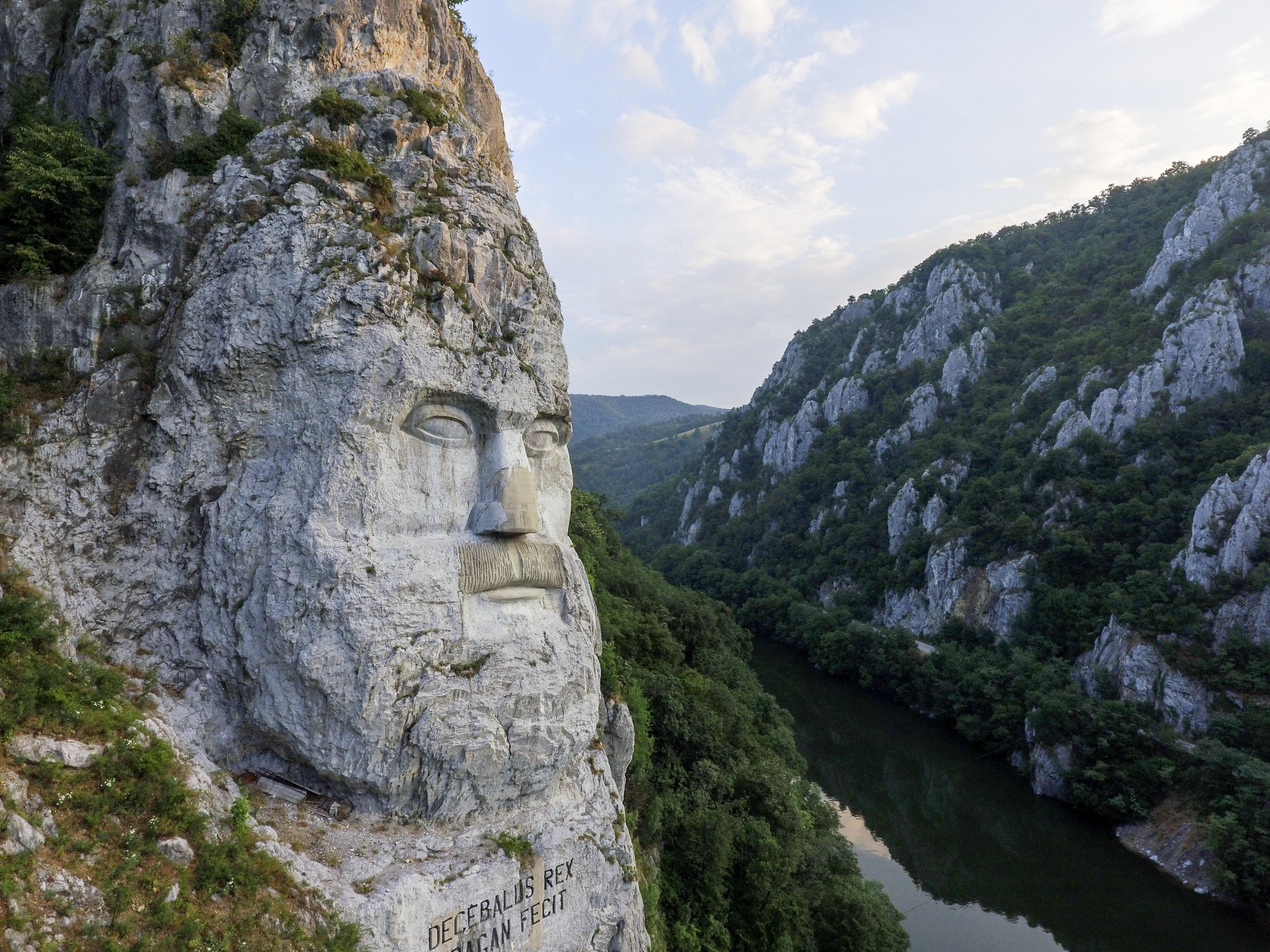
Cea mai înaltă sculptură în piatră din Europa și a doua din lume: Chipul lui Decebal

Comparație între înălțimea totală a unora dintre cele mai mari statui din lume: Statuia Unității (2018), Buddha din Zhōngyuán (2008), Statuia Libertății (1886), Patria Mamă te cheamă! (1967), Cristos Mântuitorul (1931) și David (1504)

Lista celor mai înalte statui din lume prezintă cele mai înalte statui finalizate, cu o înălțime de cel puțin 50 de metri. Înălțimea este măsurată până la cea mai înaltă parte a subiectului reprezentat, excluzându-se orice piedestal (soclu) sau alte platforme de bază, precum și orice catarg, turlă sau altă structură care se extinde mai sus decât figura cea mai înaltă a monumentului.
Monumentele incluse în listă sunt sculpturi de sine stătătoare (spre deosebire de basoreliefuri), înfățișând unul sau mai mulți oameni sau animale (reale sau mitice), reprezentate în întregime sau parțial (bust). Valorile menționate în tabel reprezintă înălțimea statuii în sine și înălțimea totală a monumentului care include statuia.
Ordinea în tabel este descrescătoare, în funcție de înălțimea statuii.

## Lista celor mai înalte statui din lume
| Nume | Imagine | Reprezentare                               | Locație                                                                                     | Țară          | An   | Înălțime statuie (m) | Înălțime totală (m) | Observații | Coordonate                                            | Note                 |
| |         |                                            |                                                                                             |               |      |                      |                     | |                                                       |                      |
| --- | ------- | ------------------------------------------ | ------------------------------------------------------------------------------------------- | ------------- | ---- | -------------------- | ------------------- | --- | ----------------------------------------------------- | -------------------- |
| Statuia Unității |         | Sardar Vallabhbhai Patel                   | Kevadiya, Gujarat                                                                           | India         | 2018 | 182                  | 240                 | Cea mai înaltă statuie din lume. Este situată pe malul râului Narmada. La baza sa se găsesc o zonă expozițională, o grădină memorială, un muzeu și o galerie                                                                    | 21°50′16.8″N 73°43′08.7″E / 21.838000°N 73.719083°E   | [ 1 ] [ 2 ]          |
| Buddha din Zhōngyuán (în chineză: 中原大佛, transliterat: Zhōngyuán dàfú)                                                                                             |         | Buddha (Vairocana)                         | Templul Foquan, Henan                                                                       | China         | 2008 | 128                  | 208                 | Cea mai înaltă statuie din lume între 2008 și 2018. Buddha stă pe un tron de lotus de 19,3 m înălțime | 33°46′30″N 112°27′03″E / 33.775082°N 112.450925°E     | [ 3 ]                |
| Laykyun Sekkya Buddha (în birmaneză လေးကျွန်းစကြာ, transliterat: Layy kyawann hc kyaar)                                                                                       |         | Buddha (Gautama)                           | Khatakan Taung, Regiunea Sagaing                                                            | Myanmar       | 2008 | 115,8                | 129,2               | Cea mai înaltă statuie din lume între februarie și septembrie 2008. Buddha stă pe un tron de lotus de 13,41 m înălțime | 22°04′49″N 95°17′21″E / 22.0803°N 95.2893°E           | [ 4 ]                |
| Nașterea Lumii Noi (în spaniolă Nacimiento del Nuevo Mundo) |         | Cristofor Columb                           | Arecibo, Puerto Rico                                                                        | Statele Unite | 2016 | 110                  | 110                 | Cea mai înaltă statuie din America de Nord | 18°29′10″N 66°37′29″V / 18.48611°N 66.62472°V         | [ 5 ]                |
| Statuia Credinței (în hindi विश्वास की मूर्ति, transliterat: Vishvaas kee moorti)                                                                                            |         | Shiva                                      | Ganesh Tekri, Rajasthan                                                                     | India         | 2020 | 106                  | 112                 | Cea mai înaltă statuie a lui Shiva din lume. La baza sa se găsesc o sală expozițională și galerii de vizionare publică | 24°55′08″N 73°49′04″E / 24.9190°N 73.8178°E           | [ 6 ]                |
| Ushiku Daibutsu |         | Buddha (Amitābha)                          | Ushiku, Prefectura Ibaraki                                                                  | Japonia       | 1993 | 100                  | 120                 | Cea mai înaltă statuie din lume între 1993 și 2008. Buddha stă pe un tron de lotus de 10 m înălțime. La baza sa se găsesc un muzeu și o platformă de observare                                                                  | 35°58′58″N 140°13′13″E / 35.9827°N 140.2203°E         | [ 7 ]                |
| Statuia Guānyīn cu o mie de brațe și cu o mie de ochi de la Weishan (în chineză: 沩山千手千眼观音圣像, transliterat: Wéi shān qiān shǒu qiān yǎn guānyīn shèng xiàng) |         | Guānyīn cu o mie de brațe și o mie de ochi | Weishan, Ningxiang, Hunan                                                                   | China         | 2009 | 99                   | 99                  | Statuie din bronz aurit situată la Templul Miyin | 28°11′5.8″N 111°57′48.1″E / 28.184944°N 111.963361°E  | [ 8 ]                |
| Montemaria (Mama întregii Asii – Turnul Păcii) |         | Sfânta Maria                               | Pagkilatan, Batangas                                                                        | Filipine      | 2021 |                      | 98,15               | Cea mai înaltă statuie din Filipine și cea mai înaltă statuie a Fecioarei Maria din lume. Interioarele sale includ un altar, capele, o sală de mese, mini teatre, săli de conferințe, spații comerciale, un balcon și o galerie | 13°38′32″N 121°02′36″E / 13.6423°N 121.0433°E         | [ 9 ] [ 10 ]         |
| Statuia lui Petru I (în rusă Памятник Петру I, transliterat: Pameatnik Petru I)                                                                                       |         | Petru I al Rusiei                          | Moscova                                                                                     | Rusia         | 1997 | 98                   | 98                  | Statuie din oțel inoxidabil, bronz și cupru situată pe o insuliță artificială de pe râul Moscova | 55°44′19″N 37°36′30″E / 55.73861°N 37.60833°E         | [ 11 ] [ 12 ] [ 13 ] |
| Marele Buddha din Thailanda (în thailandeză พระพุทธมหานวมินทรศากยมุนีศรีวิเศษชัยชาญ, transliterat Phraphuthṭh mh̄ā nw mi nth r ṣ̄ākymunī ṣ̄rī wiṣ̄es̄ʹchạychāỵ)                   |         | Buddha (Gautama)                           | Wiset Chai Chan, Provincia Ang Thong                                                        | Thailanda     | 2008 | 93                   | 93                  | Cea mai înaltă statuie din Thailanda, situată la templul Wat Muang, înconjurată de un parc cu flori de lotus. Este realizată din beton vopsit cu aur                                                                            | 14°35′35.6″N 100°22′40.0″E / 14.593222°N 100.377778°E | [ 14 ] [ 15 ]        |
| Sendai daikan'non (în japoneză 仙台大観音, transliterat: Sendai daikan'non)                                                                                           |         | Kannon (Avalokiteśvara)                    | Sendai, Prefectura Miyagi, Tōhoku                                                           | Japonia       | 1991 | 92                   | 100                 | Cea mai înaltă statuie din lume între 1991 și 1993. La baza sa se găsesc o expoziție de statui a lui Buddha și a regilor mitici, precum și o zonă de vizionare                                                                  | 38°18′02″N 140°49′25″E / 38.3005°N 140.8236°E         | [ 16 ] [ 17 ]        |
| Hokkaidō daikan'non (în japoneză 北海道大観音, transliterat: Hokkaidō daikan'non)                                                                                     |         | Kannon (Avalokiteśvara)                    | Ashibetsu, Hokkaidō                                                                         | Japonia       | 1989 | 88                   | 88                  | Cea mai înaltă statuie din lume între 1989 și 1991. Include mai multe etaje care conțin altare și lăcașuri de cult și o platformă panoramică                                                                                    | 43°31′41.4″N 142°11′53.1″E / 43.528167°N 142.198083°E | [ 18 ]               |
| Patria Mamă te cheamă! |         | Maica Rusia                                | Kurganul lui Mamai, Volgograd                                                               | Rusia         | 1967 | 85                   | 87                  | Cea mai înaltă statuie din lume între 1967 și 1989 și cea mai înaltă statuie din Europa. Inspirată de Nike din Samothrace, comemorează victimele Bătăliei de la Stalingrad                                                      | 48°44′32.5″N 44°32′13.5″E / 48.742361°N 44.537083°E   | [ 19 ]               |
| Marele Buddha Língshān (în chineză: 灵山大佛, transliterat: Língshān dàfú)                                                                                            |         | Buddha (Amitābha)                          | Mashan,Wuxi, Jiangsu                                                                        | China         | 1996 | 79                   | 88                  | Situată pe malul de nord al Lacului Tai. Buddha, realizat din bronz, stă pe un piedestal de lotus de 9 m înălțime. Clădirea de dedesubt este un muzeu dedicat artei budiste                                                     | 31°25′55″N 120°5′29″E / 31.43194°N 120.09139°E        | [ 20 ]               |
| Zeița miloasă a mării (în chineză: 南山海上观音圣像, transliterat: Nánshān hǎishàng guānyīn shèng xiàng)                                                              |         | Guānyīn cu trei fețe                       | Templul Nanshan, Sanya, Hainan                                                              | China         | 2005 | 78                   | 108                 | Statuia are trei fețe: una este orientată spre zona continentală, iar celelalte două spre Marea Chinei de Sud, reprezentând binecuvântarea și protecția lui Guanyin asupra Chinei și a întregii lumi                            | 18°17′34″N 109°12′31″E / 18.2927°N 109.2087°E         | [ 21 ]               |
| Statuia așezată a lui Gautama Buddha (în birmaneză ထိုင်တော်မူ ဂေါတမဗုဒ္ဓ ရုပ်ပွားတော်ဘုရားကြီး)                                                                                               |         | Buddha (Gautama)                           | Kyaikhto, Districtul Thaton                                                                 | Myanmar       | 2019 | 77,9                 |                     | Statuia reprezintă, de asemenea, o pagodă, iar înălțimea de 255 de picioare și 6 inci a fost aleasă în mod special deoarece statuia trebuia să fie finalizată în anul 2556 conform calendarului budist                          | 17°19′06″N 97°01′41″E / 17.3183733°N 97.0281018°E     | [ 22 ]               |
| Statuia de bronz în aer liber a lui Ksitigarbha Bodhisattva (în chineză: 地藏菩萨露天铜像, transliterat: De cáng púsà lùtiān tóng xiàng)                              |         | Ksitigarbha                                | Qingyang, Anhui                                                                             | China         | 2012 | 76                   | 99                  | | 30°32′20″N 117°48′15″E / 30.5390°N 117.8042°E         | [ 23 ]               |
| Statuia Guānyīn alb din bronz de la Mănăstirea Tsz Shan (în chineză: 青銅白觀音像, transliterat: Qīngtóng bái guānyīn xiàng)                                          |         | Guānyīn (Cintāmaṇicakra)                   | Mănăstirea Tsz Shan                                                                         | Hong Kong     | 2012 | 76                   | 76                  | | 22°28′32″N 114°12′23″E / 22.4756°N 114.2063°E         | [ 24 ]               |
| Statuia Garuda Vișnu Kencana (în indoneziană ᬧᬢᬸᬂᬕᬭᬸᬤᬯᬶᬱ᭄ᬡᬸᬓᭂᬜ᭄ᬘᬦ, transliterat: Patung Garuda Wisnu Kencana)                                                                 |         | Vișnu călare pe Garuda                     | Parcul Cultural Garuda Wisnu Kencana, Bali                                                  | Indonezia     | 2018 | 76                   | 122                 | | 8°48′50″S 115°10′01″E / 8.813951°S 115.166882°E       | [ 25 ]               |
| Statuia lui Buddha din Templul Khao Wong Phra Chan (în thailandeză พระพุทธโชค, วัดเขาวงพระจันทร์, transliterat Phraphuthṭh chokh, Wạd k̄heāwng phracạnthr̒)                 |         | Buddha (Gautama)                           | Huay Pong, Lop Buri                                                                         | Thailanda     | 2018 | 75                   | 75                  | A doua cea mai înaltă statuie a lui Buddha din Thailanda | 14°34′30″N 100°25′12″E / 14.5749°N 100.4200°E         | [ 26 ]               |
| Marele Kan'non din Kaga (în japoneză 加賀大観音, transliterat: Kaga dai kan'non)                                                                                      |         | Kan'non (Avalokiteśvara)                   | Kaga, Prefectura Ishikawa                                                                   | Japonia       | 1987 | 73                   | 106                 | Adăugând baza de 33 m, înălțimea totală este de 106 m | 24°55′13″N 73°49′01″E / 24.9204°N 73.8170°E           | [ 27 ]               |
| Buddha Ba Tay Bon Da Son (în vietnameză Phật Tây Bổn Đà Sơn) |         | Buddha (Gautama)                           | Son Tay, Hanoi                                                                              | Vietnam       | 2020 | 72                   | 72                  | Cea mai înaltă statuie din Asia de Sud-Est |                                                       | [ 28 ] [ 29 ] [ 30 ] |
| Statuia lui Confucius de pe Muntele Ni (în chineză: 尼山孔子像, transliterat: Ní shān kǒngzǐ xiàng)                                                                   |         | Confucius                                  | Nishan, Qufu, Shandong                                                                      | China         | 2016 | 72                   | 72                  | Muntele Ni este, conform mitologiei, locul în care Confucius s-a născut și unde a fost părăsit o perioadă de mama sa, fiind îngrijit de un tigru și un vultur                                                                   | 35°29′44″N 117°12′19″E / 35.4955°N 117.2053°E         | [ 31 ]               |
| Buddha uriaș din Leshan (în chineză: 樂山大佛, transliterat: Yàoshān dàfú)                                                                                            |         | Buddha (Maitreya)                          | Leshan, Sichuan                                                                             | China         | 803  | 71                   | 71                  | Construcția statuii a început în anul 713 | 29°32′50″N 103°46′09″E / 29.5472°N 103.7692°E         | [ 32 ]               |
| Statuia Bodhisattva Guānyīn din Templul Huai Plakang (în thailandeză รูปปั้นพระโพธิสัตว์กวนอิมวัดห้วยปลากั้ง, transliterat Rūp pận phra phoṭhi s̄ạtw̒ kwn xim wạd h̄̂wy plā kậng)    |         | Guānyīn                                    | Wat Huay Pla Kang, Mueang Chiang Rai, Provincia Chiang Rai                                  | Thailanda     | 2016 | 69                   | 69                  | | 19°56′59″N 99°48′23″E / 19.949806°N 99.806405°E       | [ 33 ]               |
| Statuia lui Buddha Dhammakaya Thepmongkol (în thailandeză พระพุทธธรรมกายเทพมงคล, transliterat Phraphuthṭh ṭhrrmkāy theph mngkhl)                                       |         | Buddha, (Gautama)                          | Phasi Charoen, Bangkok                                                                      | Thailanda     | 2022 | 69                   | 69                  | | 13°43′16″N 100°28′16″E / 13.7212°N 100.4711°E         | [ 34 ]               |
| Statuia culcată a lui Buddha din Yiyang (în chineză: 弋陽臥佛, transliterat: Yì yáng wò fú)                                                                           |         | Buddha, (Gautama)                          | Yiyang, Jiangxi                                                                             | China         | 2005 | 68                   | 68                  | Cea mai mare statuie culcată de piatră din lume, semnificând plecarea lui Buddha (Shakyamuni) către Nirvana finală |                                                       | [ 35 ]               |
| Statuia lui Bodhisattva Avalokitesvara (în vietnameză Tượng Quán Thế Âm Bồ-tát)                                                                                       |         | Guānyīn (Quan Âm)                          | Da Nang                                                                                     | Vietnam       | 2010 | 67                   | 67                  | | 16°05′59″N 108°16′37″E / 16.0996°N 108.2769°E         | [ 36 ]               |
| Statuia lui Guānyīn Bodhisattva (în chineză: 觀音菩薩像, transliterat: Guānyīn púsà xiàng)                                                                            |         | Guānyīn                                    | Insula Xishan, Suzhou                                                                       | China         | 2017 | 67                   | 67                  | | 31°06′22″N 120°14′20″E / 31.106°N 120.239°E           | [ 37 ]               |
| Yang'asha din Guizhou (în chineză: 黔女神《仰阿莎》, transliterat: Qián nǚshén “Yǎng ā shā”)                                                                          |         | Yang'asha (zeița frumuseții Miao)          | Guizhou                                                                                     | China         | 2017 | 66                   | 88                  | | 26°44′13″N 108°27′27″E / 26.7370°N 108.4574°E         | [ 38 ]               |
| Statuia egalității (în hindi समता की प्रतिमा, transliterat: Samata kee pratima)                                                                                            |         | Ramanuja                                   | Muchintal, Telangana                                                                        | India         | 2022 | 65,80                | 81,80               | Clădirea de bază găzduiește o bibliotecă digitală, un centru de cercetare, o colecție de texte indiene antice, un teatru și o galerie                                                                                           | 17°11′10″N 78°20′00″E / 17.1860°N 78.3332°E           | [ 39 ]               |
| Mama Ucraina |         | Mama Ucraina                               | Kiev                                                                                        | Ucraina       | 1981 | 62                   | 102                 | În iulie 2023, a fost anunțată oficial înlocuirea pe scut a simbolului sovietic cu simbolul Ucrainei, trizubul | 50°25′35″N 30°33′48″E / 50.4265°N 30.5632°E           | [ 40 ]               |
| Îndurătoarea Mamă Kannon (în japoneză 慈母観音, transliterat: Jibo kan'non)                                                                                           |         | Kan'non (Avalokiteśvara)                   | Kurume, Prefectura Fukuoka                                                                  | Japonia       | 1983 | 62                   | 62                  | | 33°17′07″N 130°32′06″E / 33.2854°N 130.5349°E         | [ 41 ]               |
| Nánhǎi Guānyīn de pe Muntele Xiqiao (în chineză: 西樵山南海观音, transliterat: Xī qiáo shān nánhǎi guānyīn)                                                           |         | Guānyīn                                    | Nanhai, Foshan, Guangdong                                                                   | China         | 1998 | 61,9                 | 98                  | Soclul statuii are 36 m înălțime | 22°55′59″N 112°58′18″E / 22.9331°N 112.9717°E         | [ 42 ]               |
| Statuia lui Guan Yu din Yuncheng (în chineză: 运城关羽像, transliterat: Yùnchéng guānyǔ xiàng)                                                                        |         | Guan Yu                                    | Yuncheng, Shanxi                                                                            | China         | 2010 | 61                   | 80                  | | 34°55′01″N 110°57′50″E / 34.9170°N 110.9640°E         | [ 43 ]               |
| Phra Chao Yai Kaew Mukda Sri Trairat (în thailandeză พระเจ้าใหญ่แก้วมุกดาศรีไตรรัตน์, transliterat Phracêā h̄ıỵ̀ kæ̂w mukdā ṣ̄rī tịrrạtn̒)                                        |         | Buddha (Gautama)                           | Provincia Mukdahan                                                                          | Thailanda     | 2018 | 59,99                | 84                  | | 16°29′53″N 104°43′40″E / 16.4981°N 104.7277°E         | [ 44 ]               |
| Phra Phuttaratnamongkhon Mahamuni (în thailandeză พระพุทธรัตนมงคลมหามุนี, transliterat Phraphuthṭh rạtn mngkhl mh̄ā munī)                                                  |         | Buddha (Gautama)                           | Provincia Roi Et                                                                            | Thailanda     | 1979 | 59,2                 | 67,55               | La baza sa se găsește un mic muzeu | 16°03′44″N 103°39′31″E / 16.0621°N 103.6585°E         | [ 45 ]               |
| Statuia Luang Pho Thuad din Khao Yai (în thailandeză หลวงพ่อทวด เขาใหญ่, transliterat H̄lwng ph̀x thwd k̄heā h̄ıỵ̀)                                                          |         | Luang Pho Thuad                            | Parcul Buddha din Regatul Luang Pu Thuat, Districtul Pak Chong, Provincia Nakhon Ratchasima | Thailanda     | 2018 | 59                   | 59                  | | 14°20′37″N 101°15′17″E / 14.3436°N 101.2548°E         | [ 46 ]               |
| Altarul Akayama (în chineză: 赤山明神, transliterat: Sekisanmyōjin)                                                                                                   |         | Chìshān shén                               | Chìshān, Rongcheng, Shandong                                                                | China         | 2010 | 58,8                 | 58,8                | Statuie din bronz a lui Chìshān shén, parte a complexului de temple „Țara Sfântă Daming” | 36°54′00″N 122°23′56″E / 36.8999°N 122.3989°E         | [ 47 ]               |
| Buddha Kakusandha (în thailandeză พระกกุสันโธ, transliterat Phra kku s̄ạn ṭho)                                                                                           |         | Buddha (Gautama)                           | Provincia Suphan Buri                                                                       | Thailanda     |      | 58                   | 58                  | Cea mai mare statuie a lui Buddha din stuc alb din lume | 14°09′45″N 100°09′40″E / 14.1626°N 100.1612°E         | [ 48 ]               |
| Îndurătoarea Mamă Kannon (în japoneză 慈母観音, transliterat: Jibo kan'non)                                                                                           |         | Kan'non (Avalokiteśvara)                   | Aizuwakamatsu, Prefectura Fukushima                                                         | Japonia       | 1987 | 57                   | 57                  | | 37°33′03″N 139°57′04″E / 37.5509°N 139.9512°E         | [ 49 ]               |
| Buddha Maitreya (în chineză: 彌勒大佛, transliterat: Mílè dàfú) |         | Buddha (Maitreya)                          | Emei, Hsinchu                                                                               | Taiwan        | 2011 | 56,7                 | 72                  | | 24°40′52″N 120°59′09″E / 24.6810°N 120.9857°E         | [ 50 ]               |
| Kan'non din Golful Tokyo (în japoneză 東京湾観音, transliterat: Tōkyōwan kan'non)                                                                                     |         | Kan'non (Avalokiteśvara)                   | Futtsu, Prefectura Chiba                                                                    | Japonia       | 1961 | 56                   | 56                  | Monument comemorativ al victimelor celui de-al Doilea Război Mondial | 35°15′49″N 139°51′45″E / 35.2635°N 139.8624°E         | [ 51 ]               |
| The Victor |         | John Gokongwei/ „Global Filipino”          | Bridgetowne, Pasig, Metro Manila                                                            | Filipine      | 2023 | 55                   | 60                  | | 14°35′36.3″N 121°04′59.8″E / 14.593417°N 121.083278°E | [ 52 ]               |
| Statuia lui Zheng Chenggong (în chineză: 鄭成功像, transliterat: Zhèngchénggōng xiàng)                                                                                |         | Zheng Chenggong (Koxinga)                  | Ka-gi, Chiai                                                                                | Taiwan        | 1995 | 53,4                 |                     | Două statui ale unor generali, de 49 m înălțime, au fost adăugate în 2013 | 23°36′15″N 120°22′29″E / 23.6042°N 120.3747°E         | [ 53 ]               |
| Monumentul Renașterii Africane (în franceză Monument de la Renaissance Africaine)                                                                                     |         |                                            | Ouakam, Dakar                                                                               | Senegal       | 2010 | 52                   |                     | Cea mai înaltă statuie din Africa | 14°43′20″N 17°29′42″V / 14.72222°N 17.49500°V         | [ 54 ]               |
| Statuia uriașă a împăraților Yan și Huang (în chineză: 炎黄二帝巨型塑像, transliterat: Yánhuáng èr dì jùxíng sùxiàng)                                                 |         | Împărații Yan și Huang                     | Zhengzhou, Henan                                                                            | China         | 2007 | 51                   | 106                 | | 34°57′26″N 113°30′45″E / 34.9572°N 113.5124°E         | [ 55 ]               |
| Taiwan Chengte Dafo (în chineză: 竹南后厝龍鳳宮大媽祖神像, transliterat: Zhú nán hòu cuò lóngfèng gōng dà māzǔ shénxiàng)                                             |         | Buddha (Amitābha)                          | Puli, Nantou                                                                                | Taiwan        | 2004 | 50                   | 78                  | | 24°00′21″N 120°58′52″E / 24.00579°N 120.98108°E       | [ 56 ]               |
| Kan'non din Usami (în japoneză 宇佐美観音, transliterat: Usami kan'non)                                                                                               |         | Kan'non (Avalokiteśvara)                   | Peninsula Izu, Itō, Prefectura Shizuoka                                                     | Japonia       | 1982 | 50                   | 50                  | Cea mai mare statuie a unui Kan'non șezând din Japonia | 35°01′25″N 139°03′51″E / 35.0236°N 139.0641°E         | [ 57 ]               |
| Kan'non din Shōdoshima (în japoneză 小豆島大観音, transliterat: Azushima daikan'non)                                                                                  |         | Kan'non (Avalokiteśvara)                   | Shōdoshima, Shōzu, Prefectura Kagawa                                                        | Japonia       | 1994 | 50                   | 50                  | | 34°30′43″N 134°12′48″E / 34.5119°N 134.2132°E         | [ 58 ]               |
| Războinicul Chīmalli (în spaniolă Guerrero Chimalli) |         | Războinic Chīmalli                         | Chimalhuacán, Estado México                                                                 | Mexic         | 2014 | 50                   | 60                  | | 19°24′47″N 98°59′02″W / 19.41306°N 98.98389°V         | [ 59 ]               |
| Statuia Sfintei Rita de Cascia (în portugheză Estátua de Santa Rita de Cássia)                                                                                        |         | Rita de Cascia                             | Santa Cruz                                                                                  | Brazilia      | 2010 | 50                   | 56                  | | 06°14′22″S 36°01′14″V / 6.23944°S 36.02056°V          | [ 60 ]               |

### Țări și regiuni care dețin statui de peste50 m
| Loc   | Țară/Regiune                                             | Număr de statui |
| ----- | -------------------------------------------------------- | --------------- |
| 1     | China                                                    | 16              |
| 2     | Japonia                                                  | 9               |
| 3     | Thailanda                                                | 8               |
| 4     | India                                                    | 3               |
| 5-10  | Myanmar, Filipine, Taiwan, Vietnam, Statele Unite, Rusia | 2               |
| 11-18 | Germania, Indonezia, Mexic, Senegal, Ucraina, Brazilia   | 1               |
| Total | Total                                                    | 54              |

## Lista celor mai înalte statui care au fost demolate
| Nume                                                                                               | Imagine | Reprezentare             | Locație                             | Țară       | Înălțime (m) | Anul construirii | Anul demolării | Cauza demolării                  | Observații | Note          |
| |         |                          |                                     |            |              |                  |                |                                  | |               |
| -------------------------------------------------------------------------------------------------- | ------- | ------------------------ | ----------------------------------- | ---------- | ------------ | ---------------- | -------------- | -------------------------------- | --- | ------------- |
| Îndurătoarea Mamă Kan'non (în japoneză 慈母観音, transliterat: Jibo kan'non)                       |         | Kan'non (Avalokiteśvara) | Insula Awaji, Prefectura Hyōgo      | Japonia    | 80           | 1982             | 2023           | demolare voluntară               | | [ 61 ]        |
| Statuia uriașă a lui Guan Gong (în chineză: 巨型关公雕像, transliterat: Jùxíng guāngōng diāoxiàng) |         | Guan Yu                  | Jingzhou, Hubei                     | China      | 58           | 2016             | 2022           | dezafectată, în curs de relocare | | [ 62 ]        |
| Marea statuie a lui Buddha de la Bamian                                                            |         | Buddha                   | Provincia Bamiyan                   | Afganistan | 55           | 554              | 2001           | demolare voluntară               | Ansamblul de la Bamian a fost distrus de talibani la 1 martie 2001                                                                                              | [ 63 ]        |
| Mică statuie a lui Buddha de la Bamian                                                             |         | Buddha                   | Provincia Bamiyan                   | Afganistan | 37           | 507              | 2001           | demolare voluntară               | Ansamblul de la Bamian a fost distrus de talibani la 1 martie 2001                                                                                              | [ 63 ]        |
| Statuia Leului de mare din Sentosa (în chineză: 鱼尾狮像, transliterat: Yú wěi shī xiàng)          |         | Merlion                  | Sentosa                             | Singapore  | 37           | 1995             | 2019           | demolare voluntară               | | [ 64 ] [ 65 ] |
| Statuia aurită a lui Mao Zedong așezat pe un scaun                                                 |         | Mao Zedong               | Tongxu, Henan                       | China      | 36,5         |                  | 2016           | demolare voluntară               | Statuia a fost demolată înainte de finalizare | [ 66 ]        |
| Colossus Neronis                                                                                   |         | Nero                     | Roma                                | Italia     | 36           | 75               |                |                                  | Numită și Colossus Solis | [ 67 ]        |
| Statuia lui Gargantua din Parcul de distracții Mirapolis                                           |         | Gargantua                | Courdimanche, Val-d'Oise            | Franța     | 33,5         | 1987             | 1995           | demolare voluntară               | Statuia a fost distrusă prin dinamitare după închiderea parcului în 1993                                                                                        | [ 68 ] [ 69 ] |
| Statuia lui „Mesia cosmoplanetarul” (în franceză La statue du "Messie cosmoplanétaire")            |         | Gilbert Bourdin          | Castellane, Alpes-de-Haute-Provence | Franța     | 33           | 1990             | 2001           | demolare voluntară               | Construită fără autorizație de o sectă religioasă, statuia a fost demolată de autorități                                                                        | [ 70 ]        |
| Colosul din Rodos                                                                                  |         | Helios                   | Insula Rodos, Dodecanez             | Grecia     | 30           | 280 î.Hr.        | 226 î.Hr.      | cutremur                         | Cea mai înaltă statuie din antichitate | [ 71 ]        |
| Monumentul umanității (în turcă İnsanlık Anıtı)                                                    |         |                          | Kars, Provincia Kars                | Turcia     | 30           | 2009             | 2011           | demolare voluntară               | Monumentul a fost demolat în aprilie 2011, la câteva luni după ce a fost calificat de premierul de atunci, Recep Tayyip Erdoğan, drept „ciudat” sau „monstruos” | [ 72 ]        |
| Marele Buddha din Kyoto (în japoneză 京の大仏, transliterat: Kyō no daibutsu)                      |         | Buddha                   | Kyoto                               | Japonia    | 19           | 1595             | 1798           | incendiu cauzat de trăsnet       | | [ 73 ]        |

## Lista celor mai înalte statui înalte aflate în construcție
| Nume                                                                                         | Reprezentare                | Locație                                          | Țară          | Înălțime (m) | Observații | Anul finalizării | Coordonate                                      | Note                 |
|                                                                                              |                             |                                                  |               |              | |                  |                                                 |                      |
| -------------------------------------------------------------------------------------------- | --------------------------- | ------------------------------------------------ | ------------- | ------------ | --- | ---------------- | ----------------------------------------------- | -------------------- |
| Statuia lui Rama (în hindi वाली भगवान राम की मूर्ति, transliterat: Vaalee bhagavaan raam kee moorti) | Rama                        | Ayodhya, Uttar Pradesh                           | India         | 221          | Înălțimea statuii va fi de 151 m, umbrela de deasupra capului va măsura 20 m, iar piedestalul 50 m                                            |                  |                                                 | [ 74 ] [ 75 ]        |
| Memorialul Crazy Horse (în engleză Crazy Horse Memorial)                                     | Crazy Horse                 | Black Hills, South Dakota                        | Statele Unite | 172          | Lucrările de construcție au început în 1948, dar nu sunt finalizate                                                                           | 2037             | 43°50′11″N 103°37′24″V / 43.83639°N 103.62333°V | [ 76 ]               |
| Noul Colos din Rodos (în ebraică Κολοσσός της Ρόδου, transliterat: Kolossós tis Ródou)       | Helios                      | Insula Rodos                                     | Grecia        | 150          | Statuia refăcută va fi de cinci ori mai înaltă decât originalul. Construcția a fost amânată în urma crizei economice din Grecia               | 2035             |                                                 | [ 77 ]               |
| Statuia Egalității (în hindi समानता की प्रतिमा, transliterat: Samaanata kee pratima)               | B. R. Ambedkar              | Indu Mill, Mumbai                                | India         | 137,3        | | 2026             | 19°01′22″N 72°49′58″E / 19.022799°N 72.832880°E | [ 78 ] [ 79 ]        |
| Statuia Laozi (în chineză: 的老子, transliterat: De lǎozǐ)                                   | Laozi                       | Munții Wudang, Hubei                             | China         | 130          | |                  |                                                 | [ 80 ]               |
| Guānyīn Bodisattva (în vietnameză Quán Thế Âm Bồ Tát)                                        | Guānyīn Bodhisattva         | Quang Ngai                                       | Vietnam       | 125          | Cea mai înaltă statuie a lui Buddha din Asia de Sud Est                                                                                       | 2025             |                                                 | [ 81 ]               |
| Buddha Maitreya (în chineză: 彌勒大佛, transliterat: Mílè dàfú)                              | Buddha (Maitreya)           | Nanchong, Sichuan                                | China         | 99           | Cea mai înaltă statuie sculptată în piatră situată într-o grotă. În 2018, guvernul chinez a decis oprirea proiectului și distrugerea lucrării |                  |                                                 | [ 82 ] [ 83 ]        |
| Statuia Împăratului Yao (în chineză: 的尧帝, transliterat: De yáo dì)                        | Împăratul Yao               | Gaoyou, Jiangsu                                  | China         | 99           | Statuie din bronz |                  |                                                 | [ 80 ]               |
| Buddha (în khmeră ព្រះពុទ្ធ, transliterat: Preahpout)                                            | Buddha Gautama              | Parcul Național Preah Monivong, Provincia Kampot | Cambodgia     | 81           | Statuia se găsește pe un piedestal de 27 m, înălțimea totală a monumentului fiind de 108 m                                                    | 2026             |                                                 | [ 84 ]               |
| Mama Sita (în hindi माता सीता, transliterat: Maata Seeta)                                        | Seeta                       | Sitamadhi, Bihar                                 | India         | 76,5         | |                  |                                                 | [ 85 ]               |
| Shiv Smarak (în hindi शिव स्मारक, transliterat: Shiv Smaarak)                                   | Chhatrapati Shivaji Maharaj | Coasta Mumbai, Maharashtra                       | India         | 75,7         | Înălțimea totală, inclusiv piedestalul, este de 212 m                                                                                         |                  | 18°55′39″N 72°47′28″E / 18.9274°N 72.7910°E     | [ 86 ] [ 87 ] [ 88 ] |
| Buddha uriaș Yangshan (în chineză: 阳山大佛, transliterat: Yáng shān dàfú)                   | Buddha                      | Urad Rear Banner, Mongolia Interioară            | China         | 69           | Înălțimea totală, inclusiv piedestalul, este de 81,9 m                                                                                        |                  |                                                 | [ 89 ]               |
| Bodhidharma (în chineză: 菩提达摩, transliterat: Pútí dá mó)                                 | Buddha (Gautama)            | Nanjing                                          | China         | 68           | |                  |                                                 | [ 90 ]               |
| Hanuman (în hindi हनुमान, transliterat: Hanumaan)                                              | Hanuman                     | Kishkinda (Hampi), Karnataka                     | India         | 65,5         | |                  |                                                 | [ 91 ]               |
| Maitreya Bodhisattva (în mongolă Майдар Бодьсадва, transliterat: Maidar Bodisadva)           | Maitreya Bodhisattva        | Ulaanbaatar                                      | Mongolia      | 54           | Proiectul a fost oprit temporar în 2015 |                  |                                                 | [ 92 ] [ 93 ]        |
| Maica Domnului (în poloneză Matka Boska Bolesna})                                            | Fecioara Maria              | Konotopie, Gmina Kikół                           | Polonia       | 40,6         | Înălțimea totală, cu piedestal, va fi de 55,6 m                                                                                               | 2026             | 52°53′32″N 19°07′27″E / 52.892212°N 19.124172°E | [ 94 ]               |

## Lista celor mai înalte statui din antichitate, încă existente
| Nume                         | Imagine | Reprezentare         | Locație                       | Țară  | Înălțime (m) | An              | Material | Coordonate                                    |
|                              |         |                      |                               |       |              |                 |          |                                               |
| ---------------------------- | ------- | -------------------- | ----------------------------- | ----- | ------------ | --------------- | -------- | --------------------------------------------- |
| Marele Sfinx de la Giza      |         | Sfinx                | Platoul Giza (Egiptul de Jos) | Egipt | 20,22        | cca. 2500 î.Hr. | calcar   | 29°58′31″N 31°08′16″E / 29.97528°N 31.13778°E |
| Templele Abu Simbel          |         | Ramses al II-lea     | Abu Simbel                    | Egipt | 20           | cca. 1350 î.Hr. | cuarțit  | 22°20′13″N 31°37′32″E / 22.33694°N 31.62556°E |
| Colosul nordic al lui Memnon |         | Amenhotep al III-lea | Teba                          | Egipt | 14,76        | 1264 î.Hr.      | piatră   | 25°43′14″N 32°36′38″E / 25.72056°N 32.61056°E |
| Templul din Luxor            |         | Ramses al II-lea     | Luxor                         | Egipt | 14           | 1400 î.Hr.      | granit   | 25°42′0″N 32°38′21″E / 25.70000°N 32.63917°E  |
| Colosul sudic al lui Memnon  |         | Amenhotep al III-lea | Teba                          | Egipt | 13,97        | 1264 î.Hr.      | piatră   | 25°43′14″N 32°36′38″E / 25.72056°N 32.61056°E |
| Colosul lui Ramses al II-lea |         | Ramses al II-lea     | Memphis                       | Egipt | 11           | 1200 î.Hr.      | granit   | 29°52′17″N 31°12′59″E / 29.8713°N 31.2164°E   |

## Cronologia celor mai înalte statui din lume
| Nume                                                                              | Imagine | Locație                          | Țară      | Înălțime (m) | Perioadă               |
|                                                                                   |         |                                  |           |              |                        |
| --------------------------------------------------------------------------------- | ------- | -------------------------------- | --------- | ------------ | ---------------------- |
| Statuia Unității                                                                  |         | Gujarat                          | India     | 182          | 2018- prezent          |
| Buddha din Zhōngyuán (în chineză: 中原大佛, transliterat: Zhōngyuán dàfú)         |         | Xian de Lushan, Henan            | China     | 128          | 2008- 2018             |
| Laykyun Sekkya Buddha (în birmaneză လေးကျွန်းစကြာ, transliterat: Layy kyawann hc kyaar)   |         | Khatakan Taung, Regiunea Sagaing | Myanmar   | 115,8        | 2008- 2008             |
| Sendai daikan'non (în japoneză 仙台大観音, transliterat: Sendai daikan'non)       |         | Sendai                           | Japonia   | 100          | 1991- 2008             |
| Hokkaidō daikan'non (în japoneză 北海道大観音, transliterat: Hokkaidō daikan'non) |         | Ashibetsu                        | Japonia   | 88           | 1989- 1991             |
| Patria Mamă te cheamă!                                                            |         | Kurganul lui Mamai, Volgograd    | Rusia     | 85           | 1967- 1989             |
| Buddha uriaș din Leshan (în chineză: 樂山大佛, transliterat: Yàoshān dàfú)        |         | Leshan, Sichuan                  | China     | 71           | 803- 1967              |
| Marele Buddha din Grotele Mogao                                                   |         | Dunhuang, Gansu                  | China     | 35,5         | 694- 803               |
| Buddha din Templul Wat Ek Phnom                                                   |         | Battambang                       | Cambodgia | 28           | 1027 î.Hr.- 694        |
| Marele Sfinx de la Giza                                                           |         | Gizeh                            | Egipt     | 20,22        | 2500 î.Hr.- 1027 î.Hr. |